# اتحاد دموکراتیک ملی
اتحاد دموکراتیک ملی ارمنستان (ارمنی: Ազգային ժողովրդավարական միություն) یکی از احزاب کشور ارمنستان است که در سال ۱۹۹۳ بنیانگذاری شد و رهبری آن را وازگن مانوکیان برعهده دارد.

## تاریخچه
این حزب در انتخابات مجلس ارمنستان (۱۹۹۵)، ۷.۷% آرا را کسب نمود و برنده ۵ کرسی در مجلس ملی جمهوری ارمنستان شد. این حزب در انتخابات مجلس ارمنستان (۱۹۹۹) یک کرسی بیشتر کسب نمود. این حزب نماینده‌ای در مجلس ملی جمهوری ارمنستان ندارد و از حضور در انتخابات مجلس ارمنستان (۲۰۱۸) امتناع ورزید. 